# Rob Mutsaerts
Robertus (Rob) Gerardus Leonia Maria Mutsaerts (Tilburg, 22 mei 1958) is een Nederlands geestelijke van de Rooms-Katholieke Kerk. Sinds 2010 is hij hulpbisschop van Den Bosch.

## Loopbaan
Mutsaerts studeerde rechten aan de Universiteit van Tilburg. Hij behoorde tot de eerste lichting studenten van het Sint-Janscentrum in 's-Hertogenbosch, het in 1987 door mgr. Jan ter Schure opgerichte seminarie van het bisdom 's-Hertogenbosch. Hij werd op 5 juni 1993 tot priester gewijd door bisschop Ter Schure. Hierna werkte hij als pastoor in Eindhoven en als conrector van het Sint-Janscentrum. Tot 1995 was hij pastoor te Empel, daarna werd hij pastoor van Millingen. In 2003 werd hij benoemd tot pastoor van Heeze. Als parochiegeestelijke werd hij bekend om zijn trainingsactiviteiten voor de voetbaljeugd in zijn parochies.

## Hulpbisschop
Paus Benedictus XVI benoemde Mutsaerts op 15 juli 2010 - tegelijk met Jan Liesen - tot hulpbisschop van Den Bosch; hij werd tevens benoemd tot titulair bisschop van Uccula.
Als wapenspreuk koos Mutsaerts de tekst uit het Evangelie van Johannes: Veritas vos liberabit (De waarheid zal jullie vrijmaken); hij keerde zich daarmee volgens eigen zeggen tegen "het subjectivisme in de religie". Bisschop Mutsaerts, afkomstig uit een geslacht van gegoede Tilburgers, is familie van Wilhelmus Mutsaerts, bisschop van Den Bosch tussen 1942 en 1960. Zijn vader was diens volle achterneef; beide bisschoppen Mutsaerts schelen ondanks het leeftijdsverschil van 69 jaar dus maar één generatie.
De wijding vond plaats op 18 september 2010. Bisschop Mutsaerts is voorzitter van de priesterraad en het kapittel. Hij is eerste vicaris-generaal en verving bisschop Hurkmans bij diens afwezigheid. In 2016 kwam hij niet in aanmerking voor de opvolging van bisschop Hurkmans. Het Vaticaan benoemde de bisschop van Groningen-Leeuwarden Gerard de Korte tot bisschop van Den Bosch.

### Functiewijziging
Op 12 maart 2020 hebben mgr. Mutsaerts en mgr. De Korte in een gezamenlijke brief bekendgemaakt dat Mutsaerts een deel van zijn bestuurlijke taken op diocesaan niveau neerlegt.

## Standpunten

### Ziekenzalving
In 2000 spande Mutsaerts een kort geding aan tegen de gereformeerde dominee Stijntje Reeders; zij had een stervende katholieke parochiaan een soort heilig oliesel toegediend in het katholieke Radboudziekenhuis in Nijmegen, terwijl dit sacrament volgens de katholieke leer alleen kan worden toegediend door gewijde priesters. Mutsaerts vond dat er sprake was van bedrog. Reeders en de advocaat van het ziekenhuis betoogden dat Reeders zich toch minstens als man had moeten vermommen om zich als priester te kunnen voordoen, dus dat van bedrog en zich valselijk voordoen als priester geen sprake was geweest. Mutsaerts verloor het kort geding.

### Groene Pepers en andere columns
Vanaf het moment dat Rob Mutsaerts tot bisschop was benoemd gingen zijn af en toe ongezouten pennenvruchten uit de tijd toen hij pastoor was, hem achtervolgen. Mutsaerts voerde voor zijn benoeming als bisschop op zijn website een felle polemiek. Kennelijk moest hij daarmee stoppen, want vlak vóór de aankondiging van zijn bisschopswijding werden de zogenaamde "Groene Pepers" plotseling van het net verwijderd.
In zijn columns, gaf hij zijn visie op Kerk en samenleving. Hierbij spaarde hij ook zijn eigen bisschop Hurkmans niet. Zo betichtte hij hem van censuur toen deze aan pastoor Cor Mennen had gevraagd een stuk waarin hij het benoemingsbeleid van de bisschop had bekritiseerd te verwijderen. "Ze hangen zèlf de vuile was buiten, met dien verstande dat ze het presenteren als zijnde schone witte was. "Ik openbaar niks, ik hang niks buiten, ik benoem het alleen maar als vuile was. Dat acht ik niet alleen mijn recht, maar zelfs mijn plicht. Het gaat hier echt niet om progressief versus conservatief. De tegenstelling is wezenlijk anders, namelijk katholiek versus niet-katholiek."

### Islam
In het tv-programma Netwerk van 9 april 2008 sprak Mutsaerts zijn steun uit voor pastoor Harm Schilder die de film Fitna van Geert Wilders 'een knappe film' noemde. Volgens Mutsaerts moeten moslims meer afstand nemen van religieuze teksten die oproepen tot geweld. 'Als je echt naar de Koran leeft, word je radicaal.'. Later verklaarde Mutsaerts: 'Ik geloof niet dat ik die film gesteund heb. Ik heb hem gewoon helemaal niet gezien.'

### Kritiek op bepaalde kloosters
Op 8 januari 2011 zette de nieuwe waarnemend bisschop kwaad bloed onder bepaalde religieuzen door in een interview in de Gelderlander te zeggen dat bepaalde kloosters "vrijgezellenhuizen" zijn "waar niets meer aan verdieping wordt gedaan". Ook zei hij: "We moeten af van een cultuurchristendom zonder beleving. Van de verburgerlijking van het geloof." In het Brabants Dagblad nuanceerde de bisschop zijn uitspraak, maar hij suggereerde ook dat bejaarde religieuzen weinig geloofsbeleving kennen: "Ik doelde niet op alle kloosters, maar op bepaalde kloosters waar de leeftijd begint bij 80. Dat zijn meer ouderenoorden. Van hen kun je ook geen grote geloofsbeleving meer verwachten."
In de kloosters werd ontzet gereageerd op de uitspraken van de bisschop. Abt Bernardus van de trappisten van de Abdij Koningshoeven in Berkel-Enschot zei tegenover het Brabants Dagblad dat hij Mutsaerts' uitspraken in het interview beneden peil vond. Broeder Richard van Grinsven, lid van het bestuur van de Nederlandse provincie van de paters kapucijnen, uitte eerder al zijn ongenoegen over de manier waarop Mutsaerts, sinds december waarnemer van de zieke Hurkmans, zich uitdrukt. "Wij willen een bisschop, geen zelfvoldane scherpslijper. We willen een herder, geen terriër." Nu zegt hij: "Aan die woorden hoef ik niets te veranderen. Jammer. Mutsaerts sloopt de geloofsgemeenschap". Pater Leo de Jong O.P. schreef in een reactie dat Mutsaerts zich "de ogen uit zijn kop moet schamen over zoveel arrogantie. Hij zou op zijn blote knieën de kloosterlingen excuses moeten gaan aanbieden." De priester Antoine Bodar noemde Mutsaerts uitspraken voor de Omroep Brabant "buitengewoon ontactisch".

### Huub Oosterhuis
Op 16 maart 2014 woonde Mutsaerts het concert bij in het Eindhovens Muziekcentrum onder het motto '1000 stemmen zingen Oosterhuis', ter gelegenheid van de 80ste verjaardag van Huub Oosterhuis, die in ruim vijftig jaar met meer dan 800 liturgische liederen de Nederlandstalige kerkmuziek ingrijpend heeft gevormd en vernieuwd. Piano, orgel, slagwerk, koperblazers, xylofoons, een podiumkoor en vooral 'duizend stemmen' in de zaal voerden de liederen uit op muziek van Bernard Huijbers, Antoine Oomen en vooral van Tom Löwenthal. Oosterhuis richtte zich bij deze gelegenheid vanaf het podium tot de bisschop en beschouwde 'uw aanwezigheid in deze zaal als een aanmoediging om het verbod van deze (d.w.z. Oosterhuis') liederen voor de liturgie te herroepen en zo bij te dragen aan een nieuw kerkelijk klimaat in Nederland in de geest van paus Franciscus', aldus Oosterhuis. Mutsaerts was in dit concert vergezeld van de priester Cor Mennen, die als censor de eerst verantwoordelijke is geweest voor de verbanning van de liederen van Oosterhuis. Een van de gezongen én verbannen liederen was 'De steppe zal bloeien'; de zaal stond op dat ogenblik als één man op; de beide geestelijken bleven zitten.

### Amazonesynode
In oktober 2019 werd in het Vaticaan een regionale bisschoppensynode gehouden met alle RK bisschoppen uit het Amazonegebied. Paus Franciscus ontmoette ook vertegenwoordigers van inheemse stammen uit het Amazonegebied en was aanwezig bij een inheems ritueel in de Vaticaanse tuin, waarin ook een beeldje van Moeder Aarde (Pachamama) in het midden stond. Hij zegende het beeldje en hij gaf het terug. Maar hij mocht het houden. Ook stemde een meerderheid van de bisschoppen voor de mogelijkheid gehuwde mannen te wijden op latere leeftijd. De synode stelde volgens Mutsaerts "gelovigen teleur". Het was ‘een bespotting van ons prachtige geloof, een breuk met de traditie’. Mutsaerts 'hoopte dat de paus het slotdocument zou vernietigen, maar daar had hij geen fiducie in'.

### Tridentijnse mis
In juli 2021 kritiseerde hij op zijn website "Paarse Pepers" sterk het motu proprio "Traditionis Custodes" van paus Franciscus (van 16 juli). Daarin bepaalde deze "dat de liturgische boeken uitgegeven door de heilige pausen Paulus VI en Johannes Paulus II de enige en unieke uitdrukking van de "lex orandi"van de Romeinse ritus vormen" (art.1). De door paus Benedictus XVI gegeven verruimde toestemming om de mis te vieren mbv het (Tridentijnse) missaal van paus Johannes XXIII van 1962 trok hij weer in. Volgens Mutsaerts was dit een "oorlogsverklaring" en "dictatoriaal". "Waarom wil de paus mensen dit ontzeggen? Het is ideologie en kwaadaardigheid. Als je werkelijk wilt evangeliseren,..., dan houdt je de Tridentijnse mis in ere." Volgens de paus hadden traditionalisten, die het Tweede Vaticaans Concilie niet of maar gedeeltelijk accepteerden, misbruik gemaakt van genoemde verruimde toestemming en dreigde een parallelkerk te ontstaan.

### Optreden bij Forum voor Democratie
Bisschop Mutsaerts gaf in mei 2023 een zogeheten ‘kroegcollege’ voor leden van Forum voor Democratie. In een toelichting aan het dagblad Trouw toonde hij sympathie voor sommige punten van het programma van de extreemrechtse partij, bijvoorbeeld die gaan over genderkwesties, maar niet waar die gaan over migratie. 

## Trivia
- Mgr. Mutsaerts had een broer, Eduardus Gerardus Gemma Maria (Ed, 1957-2020), die eveneens priester was.[19]
- In december 2013 schonk hulpbisschop Mutsaerts een voetbalshirt van RKSV Heeze aan paus Franciscus.[20] Mutsaerts is leider/coach van RKSV Heeze C1.[21]

- Virtual International Authority File: 1157701759544222468